# 트릭 (드라마)
《트릭(TRICK)》은 TV 아사히 계열의 방송에서 방송된 픽션 텔레비전 드라마 시리즈 혹은 이 시리즈의 영화판을 말한다. 첫 시리즈는 2000년 7월 7일부터 방송됐다.

## 개요
자칭 천재 마술사 야마다 나오코(山田奈緒子)와 일본 과학기술대학 물리학 교수 우에다 지로(上田次郎). 이 두 사람이 불가사의한 현상 뒤에 숨겨진 속임수(Trick)를 밝혀나가는 미스터리 드라마. 하나의 이야기가 1~3화에 걸쳐 진행된다. 미스터리가 기본이지만, 재미를 강조한 듯한 인물설정이나 대사, 소도구, 유명 인사의 이름을 사용한 지명 등 여러 가지 웃을 수 있는 부분이 많아 인기를 끌었다.
2002년에 첫 영화화되었다. 텔레비전 시리즈가 끝난 뒤에도 신작 스페셜과 극장판 2기가 제작되어 2005년 11월 13일에 신작 스페셜이 방송되고, 2006년 6월 10일에 극장판 2기가 공개되었다.
2009년 11월 12일, 트릭의 새로운 공식 사이트에서 세 번째 극장판 개봉이 밝혀졌다. 2010년 5월 8일에 세 번째 극장판이 개봉되었는데, 이에 맞춰 2010년 4월 9일부터 5월 14일까지 금요일 밤에 스핀 오프 드라마 〈경부보 야베 켄조〉가 방영되었고, 2010년 5월 15일에 〈TRICK 신작 스페셜 2〉가 방송되었다. 그리고 2014년 1월 11일 라스트 스테이지 극장판이 개봉되었다. 그에 앞서 〈TRICK 신작 스페셜 3〉이 방송되었다. 라스트 스테이지 극장판을 마지막으로 트릭 시리즈는 막을 내린다.

## 주요 등장 인물
야마다 나오코(山田奈緒子) - 나카마 유키에 (仲間由紀恵)
자칭 천재 마술사이지만 사실은 집세도 내지 못할 정도로 가난하게 살고 있다. 자신이 알고 있는 마술 속임수 지식으로 가짜 초능력자들의 사기를 밝혀낸다. 유명한 대사는 "너희들이 한 짓은 전부 간파했다!". 어렸을 때부터 웃는 것이 서툴러 이상하게 웃는다. 우에다와는 엮이고 싶어하지 않지만, 우에다는 교묘한 방법으로 나오코를 사건에 끌어들인다.
우에다 지로(上田次郎) - 아베 히로시 (阿部 寛)
일본 과학기술대학 물리학 조교수(시리즈 2에서부터는 교수). 괴이한 현상 등을 보면 바로 기절해버린다. 언제나 초능력따윈 없다고 공언하고 다니기 때문에 여러 곳에서 가짜 초능력자의 속임수를 파헤쳐 달라고 의뢰나 부탁이 온다. 하지만 사실은 나오코가 대부분 해결하고 자신은 나오코가 추측한 부분을 언제나 먼저 생각했었다고 말한다. 통신교육으로 가라테를 배워 무술 실력이 뛰어나다. 극장판 3기에서는 가라테 뿐만 아니라 유도, 스모도 통신 교육으로 배웠다고 하고 있다. 『돈토코이! 초월현상 1~4』, 『어째서 베스트를 다하지 않는가』 등의 저자이지만, 판매량은 저조한 편이다.
야베 켄조(矢部謙三) - 나마세 카츠히사 (生瀬勝久)
나오코와 우에다가 사건을 해결하려 하면 언제나 나타나 사건을 더욱 꼬이게 만드는 경찰(직급은 경부보로, 한국의 경위에 해당). 머리털이 없어 가발을 쓰고 있기 때문에 "가짜" , "가발" 등의 단어에 민감하다. 관서 사투리를 쓴다.
야마다 사토미 - 노기와 요우코 (野際陽子)
야마다 나오코의 엄마. 서예가로, 그가 쓰는 글씨에는 신비한 힘이 깃들어 있다 하여 선거를 앞둔 정치가들이 현판을 써달라고 종종 부탁한다. 옛날에는 흑문도(코쿠몬도)의 샤먼이었으나 현재는 나가노현에서 어린아이들을 대상으로 한 서예교실을 하고 있다.

## TRICK
연속드라마 중에서 유일하게 "episode ○" 자막이 표시되지 않는다. 에피소드 이름은 소설판을 차용한다.

### Episode 1 어머니의 샘
인기 없는 마술사 야마다 나오코는 해고되는데, 고용주에게서 "초능력은 존재하지 않는다. 만약 초능력이 있다고 증명해낸다면 상금을 주겠음. 우에다 지로'라고 쓰인 잡지의 기사를 건네준다. 집주인에게 집세를 독촉받고 있기 때문에 어쩔 수 없이 우에다를 찾아가 속임수를 통해 우에다를 간단히 속인다. 그런데 우에다에게 일본과학기술대 사무장의 딸이 종교단체 '어머니의 샘(母之泉)'의 지도자인 키리시마 스미코(霧島澄子)에게 속아 넘어가서 그 딸을 데리고 오면 사례를 하겠다는 이야기를 듣는다. 나오코는 어쩔 수 없이 우에다와 함께 키리시마 스미코와 대결을 한다.

### Episode 2 통째로 사라진 마을
군마현 호메고 마을(宝女子村)의 주재소에 부임한지 얼마 안 된 마에다 경관에게서 마을 사람들이 '미라클 미츠이(ミラクル三井)'라는 인물에 의해 모두 사라졌다고 하는 정보가 들어온다. 실제로 마을을 수색해보니 마을 사람들 모두가 사라진 상태였다. 게다가 수색을 위해 파견된 사람들도 사라져 난처해진 경찰은 이전에 사건을 해결한 우에다에게 도움을 요청한다. 우에다는 억지로 나오코와 야베 형사, 마에다 경관을 데리고 그 마을의 수수께끼를 파헤치기로 한다.

### Episode 3 마임으로 살인하는 여자
집세 독촉을 피하기 위해 우에다의 연구실로 도망친 나오코. 나오코와 우에다에게 야베 형사가 의뢰를 하러 찾아온다. 쿠로사카 미유키(黒坂美幸)라는 여성이 '과거에 깊은 원한을 가진 남성 3명을 영능력으로 죽일 테니 자신을 감금해달라'는 것이었다. 쿠로사카 미유키는 판토마임으로 살인을 일으킬 수 있다고 말하며, 판토마임 살인과 동시에 지명당한 남자들이 죽어간다. 나오코는 우에다가 다섯 달 동안의 집세를 내는 것을 조건으로 이 살인의 수수께끼를 풀어간다.

### Episode 4 천리안을 가진 남자
집세를 밀려 집주인에게 어떤 대회의 상금으로 걸려있는 온천 여행을 강요당한 나오코. 하지만, 나오코의 앞에 천리안으로 투시하여 무엇이든 알아내는 남자 카츠라기 히로아키(桂木弘章)가 나타난다. 그런데 그에게 속아 거금을 사기당했다는 노인이 등장하여 투시능력의 수수께끼를 푼다.

### Episode 5 코쿠몬도
나오코의 아버지인 야마다 고조(山田剛三)가 나오코 앞에 나타나 동요하는 나오코. 하지만 사실은 아버지를 흉내낸 쿠로츠 츠기오(黒津次男)・쿠로츠 미츠오(黒津三男)라는 형제였다. 그 형제는 아버지의 죽음에 관련된 인물을 알고 있다고 하고, 나오코는 아버지의 죽음의 원인을 알아내기 위해 엄마가 예전에 살았던 오키나와현 코쿠몬도(黒門島)에 간다.

### 시청률
| 1화                               | 에피소드 1 | 透視 (투시)                                    | 7.1% |
| 2화                               | 에피소드 1 | 壁抜け (벽을 통과하다)                         | 8.1% |
| 3화                               | 에피소드 1 | 母の死 (어머니의 죽음)                         | 7.3% |
| 4화                               | 에피소드 2 | 村人が全員消えた (마을 사람들이 전부 사라졌다) | 8.6% |
| 5화                               | 에피소드 2 | 村が消えた…解決編 (마을이 사라졌다 … 해결편)   | 8.5% |
| 6화                               | 에피소드 3 | 瞬間移動殺人の秘密 (순간이동 살인의 비밀)      | 7.2% |
| 7화                               | 에피소드 3 | 遠隔殺人意外なトリック (원격 살인 의외의 트릭) | 6.7% |
| 8화                               | 에피소드 4 | 千里眼を持つ男… (천리안을 가진 남자)           | 6.2% |
| 9화                               | 에피소드 5 | 父を殺した真犯人 (아빠를 죽인 진짜 범인)       | 9.8% |
| 10화                              | 에피소드 5 | 真犯人はお前だ!! (진범은 너다!!)               | 9.9% |
| （시청률 비디오 조사・간토 지방） |            |                                                |      |

- 에피소드 3에서 '데쓰코의 방'의 패러디 '데쓰! 이 방'이 극중에서 방송되었다. DVD에 이 방송 전편이 실려있다.
- 최종화 엔딩에 오니즈카 치히로 본인이 등장한다.

## TRICK 2

### Episode 1 여섯 무덤 마을
『돈토코이, 불가사의 현상』의 출판에 유명해지고 교수가 된 우에다에게 야마나시현 여섯무덤마을(六つ墓村)에 있는 여관 '미즈카미조(水上荘)'의 타지마 마츠키치(田島松吉)가 찾아와 '매년 1월 11일에 어떤 방에서 묵는 사람은 죽는다'는 수수께끼를 풀어달라고 한다. 우에다는 억지로 나오코를 데리고 1월 11일에 여관에서 묵기로 한다. 그곳에는 잘 나가는 작가나 전 정치가도 수수께끼를 풀기 위해 묵고 있었지만 그들의 앞에 희생자가 나타난다.

### Episode 2 백발백중 점쟁이
100% 맞춘다는 점쟁이 스즈키 요시코(鈴木吉子)에 대해 야베는 부하인 이시하라를 이용해 실험하지만 이시하라는 스즈키의 점대로 다치게 된다. 이에 곤란해진 야베는 우에다에게 상담을 간다. 우에다는 이를 나오코에게 이야기하고, 나오코가 스즈키 요시코의 점을 보러 간다. 스즈키 요시코는 '당신에게 가장 소중한 것이 사라질 거예요'라는 말을 하는데, 그 뒤 우에다가 사라진다. 나오코는 야베를 데리고 스즈키 요시코가 있는 마을로 향한다.

### Episode 3 사이트레일러
우에다의 앞에 오카모토 히로시(岡本宏)라는 남자가 나타나, 후카미 히로아키(深見博昭)라는 남자의 초능력에 대해 감정을 의뢰한다. 그는 물건이나 사람의 잔류 사념(残留思念)을 읽는 '사이트레일링(サイ・トレイリング)'이라는 능력을 갖고 있다고 한다. 오카모토는 택시에 탄 여성이 사라지는 '인면 택시 사건(人面タクシー事件)'에 휘말린 약혼녀를 찾아달라고 할 요량이었다. 우에다와 나오코 두 사람은 후카미가 있는 아카데미를 방문하여 그를 시험하지만, 결국 나오코의 속임수는 간파당하고, 후카미는 '사이트레일링'을 더 이상 하지 않겠다고 한다.
나오코는 우에다가 출연하는 TV 방송에 출연하여 게스트로서 출연한 후카미와 대결을 벌인다. 후카미에게 승리하여 '사이트레일링' 사용을 재개하도록 하지만, 후카미는 인면 택시 사건을 해결하는 대가로 1000만엔을 요구한다. 그들 앞에 갑자기 코바야카와 타츠미(小早川辰巳)라는 남자가 나타나 스폰서가 되겠다고 말한다.

### Episode 4 천벌 받을 자식
기도로 하늘을 대신하여 천벌(죽음)을 내리는 소년 코타로(光太). 그 소년에게 천벌을 의뢰하여 실제로 사망 사고가 일어나자, 대학생 츠카모토 에미(塚本恵美)가 우에다에게 원인을 밝혀달라고 의뢰한다. 우에다는 그 대학생에게 반해 사건을 해결하려고 나오코를 부르지만, 나오코는 아르바이트로 '웃음이 넘치는 모임'의 주최자인 다이토지 야스오(大道寺安雄)와 대결하게 되어 우에다와 나오코가 따로따로 수수께끼를 풀러 간다.

### Episode 5 요술의 숲
치바 현의 시라키숲(白木の森)에 고속도로 건설 이야기가 나오는 중에 그 숲에 들어가면 두 번 다시 돌아올 수 없다는 전설이 있었다. 우에다는 건설부장인 하시모토 타카오(橋本孝夫)의 의뢰에 따라 시라키숲에 가게 된다. 우에다와 동행하게 된 나오코는 요술을 사용한 기록이 있는 두루마리를 보고 똑같은 모습의 요술사가 예전에 자신과 만났던 기억이 있기 때문에 우에다와 함께 가기로 한 것. 그곳에서 두 사람은 하시모토 부부와 건설회사 사원인 휴가(日向), 민속학자인 야나기다(柳田), 르포라이터 코마츠(小松), 탐험가 앨런 이노우에(アラン井上)와 함께 조사단을 만들어 시라키숲으로 향한다.

### 시청률
| 1화                              | 에피소드 1            | 六墓 (여섯 개의 무덤)                                                  | 10.8% |
| 2화                              | 에피소드 1            | 落ち武者の謎 (패잔병의 수수께끼)                                       | 10.3% |
| 3화                              | 에피소드 1 에피소드 2 | 手毬歌の謎&百発百中占い師 (테마리 노래의 수수께끼 & 백발백중의 점쟁이) | 10.3% |
| 4화                              | 에피소드 2            | 100%未来予知〜新たなナゾ (100% 미래 예지 ~ 새로운 수수께끼)            | 8.5%  |
| 5화                              | 에피소드 2            | 百発百中占い師の謎〜解決編 (백발백중의 수수께끼 ~ 해결편)              | 12.2% |
| 6화                              | 에피소드 3            | 失踪者を必ず見つけ出す男 (실종자를 찾아내는 남자)                      | 12.3% |
| 7화                              | 에피소드 3            | 失踪者必ず発見の謎〜解決編 (실종자를 찾아내는 수수께끼 ~ 해결편)       | 10.4% |
| 8화                              | 에피소드 4            | 天罰を下す子 (천벌을 받을 자식)                                        | 10.3% |
| 9화                              | 에피소드 4            | 天罰を下す子〜解決編 (천벌을 받을 자식 ~ 해결편)                       | 11.3% |
| 10화                             | 에피소드5             | 最終章 妖術使いの森 (최종장 요술을 사용하는 숲)                        | 9.2%  |
| 11화                             | 에피소드5             | 최종화！妖術使いの謎 完結編 (최종장 요술을 사용하는 숲 완결편)         | 10.7% |
| （시청률 비디오 조사・관동지구） |                       |                                                                        |       |

## 목요드라마 TRICK (TRICK 3)

### Episode 1 말로 사람을 조종하는 사람
말로 사람이나 물건을 자유롭게 조종할 수 있는 남자 시바카와 겐조(芝川玄奘). 시바카와와 측근은 나가노현 가비마을(蛾眉村)에서 숲의 개발을 막고 있기 때문에, 이에 곤란해진 건설회사가 아이자와(相沢)라는 남자를 보낸다. 그런데, 아이자와는 겐조에게 '자살을 한다'는 선고를 받고, 당황하여 겐조의 정체를 밝히기 위해 우에다에게 의뢰를 한다. 우에다는 나오코를 미끼로 낚아 시바카와 겐조와 대결하기 위해 마을을 찾는다.

### Episode 2 순간이동을 하는 여자
나가노현 칸가나이마을(神ヶ内村)이라는 곳에 슬릿 미카코(スリット美香子)라는 초능력자가 나타나 시공을 왜곡하여 순간이동을 할 수 있다고 호언하고, 박물관에 있는 마을의 보물인 '토우(難玉弐高式土偶)'를 훔쳐내겠다고 선언한다. 실제로 그 사람의 순간이동을 목격한 마을의 박물관 직원 시바카와(芥川)는 우에다 지로에게 상담을 하기 위해 방문한다. 마침 그 때, 나오코를 목격한 우에다는 나오코를 마을로 데려가 슬릿 마키코와 대결한다.

### Episode 3 절대 죽지 않는 양로원
일본 최고의 서점의 사장의 부인 키요우 아스카(京明日香)가 우에다를 찾는다. 키요우 아스카에 따르면, 절대로 죽지 않는다는 양로원이 있다는 소문이 있는데 그것이 진짜인지 확인해 주었으면 한다고 말한다. 사례금으로 서점에서 우에다 지로 개인 박람회를 열어주는 것. 그 양로원(魯人老人ホーム)을 조사한 우에다는 죽은 사람을 되살린다는 아카치 히로지(赤地洋司)라는 남자와 만난다. 우에다와 나오코는 “죽지 않는 양로원”의 비밀을 찾기로 한다.

### Episode 4 죽음을 부르는 노래
이바라키현 스이교자 마을(水行座村)에 있는 헤이안 시대부터 이어져 오는 와카의 명가, 카메야마 가(家). 그 카메야마가의 저택이 다른 사람에게 넘어가게 되었는데, 저택 안에는 절대로 열면 안 되는 문이 있다고 한다. 그 방에 들어가면 반드시 시체가 되어 나온다는 이야기가 있어서, 카메야마가의 고문변호사인 마츠무라(松村)는 우에다에게 그 방을 조사해줄 것을 의뢰받는다.

### Episode 5 코쿠몬도의 수수께끼 2
이바라키현 오시마이 마을(御獅舞村)에 살고 있는 점성술사 하세 치카코(長谷千賀子)는 점성술사로서 마을에서 받들어왔지만, 학자에게 속임수라는 말을 듣고 마을에서 쫓겨난다.
그로부터 10년 뒤, 마을에 돌아온 하세 치카코는 점성술의 힘이 강력해졌다고 하며 마을에 눌러 앉는다. 마을의 권력자인 카나이 겐조(金井源三)는 아들로 하여금 하세 치카코를 쫓아내려고 하지만 오히려 아들이 행방불명이 된다. 그 이야기를 듣고 마을에 있는 중학교의 교사이자 우에다를 존경하고 있는 키타미(北見)가 우에다를 찾는다. 우에다는 나오코를 데리고 하세 치카코와 대결하기로 하지만, 이와는 별도로 어떤 사람들이 나오코를 노리고 있었다….

### 시청률
| 1화                                | 에피소드 1 | 密室の謎 言霊で人を操る男 (밀실의 수수께끼 말로 사람을 조종하는 남자)                        | 17.8% |
| 2화                                | 에피소드 1 | 言霊で人を操る男…解決編 (말로 사람을 조종하는 남자 … 해결편)                                 | 16.7% |
| 3화                                | 에피소드 2 | 不可能犯罪の謎〜瞬間移動の女 (불가능 범죄의 수수께끼 ~ 순간이동 하는 여자)                   | 13.9% |
| 4화                                | 에피소드 2 | スリットに潜む罠〜瞬間移動の謎解決編 (틈새에 숨어있는 함정 ~ 순간이동의 수수께끼 해결편)     | 13.9% |
| 5화                                | 에피소드 3 | 新展開！…絶対死なない老人ホームの謎 (새로운 전개 ! 절대로 죽지 않는 양로원의 수수께끼)       | 15.5% |
| 6화                                | 에피소드 3 | 絶対に死なない老人ホームの謎〜解決編 (절대로 죽지 않는 양로원의 수수께끼 ~ 해결편)           | 17.0% |
| 7화                                | 에피소드 4 | 死を呼ぶ駄洒落歌〜旧家の呪いに潜む謎 (죽음을 부르는 노래 ~ 옛 집의 저주에 숨어있는 수수께끼) | 15.9% |
| 8화                                | 에피소드 4 | 死を招く駄洒落歌の謎〜解決編 (죽음을 부르는 노래의 수수께끼 ~ 해결편)                        | 14.6% |
| 9화                                | 에피소드 5 | 〜最終章〜念で物を生み出す女 (~최종장~ 생각으로 물건을 만들어내는 여자)                      | 17.3% |
| 10화                               | 에피소드 5 | 解かれた封印 霊能力の真実(最終回) (풀린 봉인 초능력의 진실(최종회))                          | 13.6% |
| （시청률은 비디오 조사・관동지구） |            |                                                                                              |       |

## TRICK 신작 스페셜
2005년 11월 13일 21:00에 방송되고, 2006년 6월 4일 21:00에 앵콜 방송이 있었다. 시청률은 24.7%.
줄거리
인기 점성술사 미도리카와 사치코는 생방송에서 우에다 지로를 비롯한 대학 교수 4명과 대결을 한다. 그 방송중에 카토라는 남자가 미도리카와에게 속았다며 따지려고 하지만, 오히려 미도리카와는 자신의 점성술로 그 남자가 방송중에 죽게될 것임을 예언한다. 미도리카와의 예언대로 카토는 생방송 중에 심장 발작으로 죽게 되고, 이에 곤경에 처한 교수들은 미도리카와 사치코의 기념관에서 미도리카와와 대결하기로 한다. 나오코는 우에다의 제안을 한 번 거절하지만, 임대료 연체로 인해 집에서 쫓겨나 결국 우에다와 동행한다.

## TRICK 신작 스페셜 2
2010년 5월 15일 21:00 방송. HD TV 제작. 《극장판 TRICK 영능력자 배틀 로열》의 1주일 전의 사건을 그리고 있다. 시청률은 17.4%.
줄거리
'약속 축제(契り祭り)'라 불리는 축제 중에, 서로 좋아하는 남녀가 상대의 신체의 일부를 담은 종이를 정상에 있는 바위에 묶어두면 사랑이 이루어지고, 짝사랑 하고 있던 상대에게는 3일 안에 죽음이 찾아온다는 전설이 있는 오카야마현의 히토요 마을(一夜村). 그 축제가 이번에 40년만에 이루어지게 되어 사이온지 세이이치(西園寺誠一)는 그 풍습이 미신임을 증명해달라고 우에다에게 의뢰를 한다. 나오코는 그런 우에다에게 꼬드김을 당해 우에다와 함께 마을을 방문하지만, 사실 우에다에게는 나오코를 실험대상으로 삼으려는 꿍꿍이가 있었다. 그러던 중, 마을에 히가시자키 아야노(東崎彩乃)라는 이름의 여자가 나타난다. 사이온지가(家)에 원한이 있는 아야노는 사이온지가에 대한 복수를 하겠다고 선언하고… 축제와 함께 차례차례로 비극이 시작된다.

## TRICK 신작 스페셜 3
2014년 1월 12일 21:00 방송. 《TRICK 극장판 라스트 스테이지》의 전일담을 그리고 있다. 시청률은 15.1%.

## 이야깃거리
등장인물의 컴플렉스
특히 등장인물들의 신체적 특징에 대해서, 당초 나오코라는 인물의 '마술사이면서 트릭을 간파할 줄 아는' 설정이 재미가 없다는 데서 "어떤 부분이 빈약하다"는 설정이 생겨났고, 우에다의 "어떤 부분이 크다"는 그것에 대비되어 생겨난 것이다. 또한 야베의 가발은 배우 나마세 카츠마사의 제안으로 설정되었다고 감독 츠츠미 유키히코가 말했다. (TRICK 좌담회)
이 작품의 흥행으로 "나카마 = 빈유", "우에다는 정말 ...크다"는 이미지가 생겨버려서, 츠츠미 감독이 진심으로 반성하고 있다고 한다. (TRICK 스페셜 인터뷰)
오프닝 달걀
드라마나 영화 오프닝에서 친숙한 테마곡과 함께 달걀이 깨지는 영상이 나오는데, 노른자는 시리즈마다 다른 색을 띄고 있다(1기는 연두색, 2기는 자주색, 극장판은 파랑색, 3기는 금색, 신작 스페셜에서는 검은색). 극장판 2에서는 말하는 병아리, 2010년 개봉한 영능력자 배틀 로열에서는 닭이 등장하고, 신작 스페셜 2에서는 달걀이 둥둥 떠있다. TRICK 2 초완전판 DVD에 담겨있는 스페셜 컨텐츠 메뉴 화면에는 복숭아색, 회색 등 더욱 다양한 색이 등장한다.
엔딩 타이틀 백
드라마 엔딩에 주제가를 배경으로 나오는 그림은 시리즈마다 다르지만, 화면의 가장자리가 액자 같은 모양으로 되어 있다는 점이 공통점이다. 각 시리즈의 DVD에는 특전 영상으로 자막을 없앤 영상이 담겨 있다.
- 1기는 아기 2명이 각각 누드의 성인 남녀가 되고, 마지막에는 백골로 변해가는 영상이다.
- 2기는 시간의 흐름에 따라 사과와 나뭇잎, 트럼프 카드, "TRICK 2" 문자 등이 얼굴의 부분이 되어 나타나 사람의 머리 모양을 투명하게 나타내고 있다. 이 영상은 CG가 아니라 얼음을 이용하여 실제로 촬영한 것으로, 얼음 조각상이 녹아가는 모습을 촬영 후 거꾸로 재생한 것이다.
- 3기는 액자 안에서 여자가 춤을 추고 있는 영상. 거울에 비춘 것처럼 되어 있어서 2명의 여자가 대칭으로 춤추고 있는 것처럼 보인다. 중간에 4명이 되었다가, 마지막에 여자 2명이 입맞춤을 하는 듯한 영상으로 끝난다.

타이틀
방송이 시작되기 전에는 〈최후의 심판〉이라는 제목으로 방송 직전까지 기획이 진행되었다. 그래서 TV 잡지에 TRICK이 아닌 '최후의 심판'으로 실려있기도 했다. 그 밖에도 "야마다와 우에다"라는 의견도 있었다.

## 관련 서적

### 소설
소설화
단행본・문고로 간행되었다('신작 스페셜', '야베 켄조'는 문고판만 간행). 드라마와 약간 다른 부분도 있다.
- TRICK - 트릭 the novel
- TRICK 2
- TRICK 극장판
- TRICK - Troisième partie
- TRICK 신작 스페셜
- TRICK 극장판 2
- 극장판 TRICK 영능력자 배틀 로열
- TRICK 신작 스페셜 2 죽음을 부르는 자장가
- 경부보 야베 켄조

오리지널 스토리
- 귀천성(帰天城)의 수수께끼 ～TRICK 청춘판～（저자: 하야미네 카오루, 그림: 츠루다 켄지）

중학생 시절의 나오코와 물리학자가 되기 전의 우에다의 이야기. 코단샤에서 단행본이 발간되었다.（ISBN 978-4-06-216231-9

### 만화
- TRICK the comic
- TRICK 2 the comic

### 그 외의 서적
- 트릭 시나리오
- 트릭2 시나리오
- 「트릭 극장판 2」시나리오・가이드북
- 트릭 완전 메뉴얼
- 어느 새 10주년! 트릭 대감사 공식 BOOK
- TRICK 여행판（JR서일본）
- 일본과학기술대학 교수 우에다 지로의 돈토코이, 불가사의 현상（저자: 우에다 지로 ISBN 4-05-401762-2）
- 일본과학기술대학 교수 우에다 지로의 돈토코이, 불가사의 현상 V・I・P용
- 일본과학기술대학 교수 우에다 지로의 돈토코이, 불가사의 현상 2010
- 일본과학기술대학 교수 우에다 지로의 왜 최선을 다하지 않는가（저자: 우에다 지로 ISBN 4-05-402528-5）
- 우에다 지로의 전기
- 초천재 마술사・야마다 나오코의 전부 간파했다!（저자: 야마다 나오코 ISBN 4-8470-1539-8）
- 초천재 마술사・야마다 나오코의 전부, 완전히, 에브리씽 간파했다!（저자: 야마다 나오코 ISBN 4-8470-1662-9）
- 야마다 나오코 포토북 ~Naoko Yamada in TRICK~

## 게임

### 개요
2010년 5월 13일에 코나미 디지털 엔터테이먼트에서 닌텐도 DS용 소프트 『TRICK DS판 ～카쿠시가미가 사는 저택(隠し神の棲む館)～』이 발매되었다. 오리지널 스토리의 추리 어드벤처이다. 등장인물은 일러스트로 표시된다(메인이 되는 등장인물(야마다 나오코나 우에다 지로 등)은 드라마에서의 모습이나 분위기가 비슷한 정도).
또한, 게임 중의 음악이나 효과음은 드라마에서 사용되었던 것을 재현하였다.
속임수를 밝혀내기 위한 추리는 탐색이나 대화를 통해서 얻게 되는 여러 가지 카드를 맞추어 나가도록 되어있다. 단, 아무 소용이 없거나 플레이어를 속이기 위한 카드도 있다.
드라마에서 자주 사용되는 패러디 등은 게임에서는 등장하지 않지만 일부 흔적이 남아있기도 하다.

### 스토리
오랜만에 요청을 받아 유치원에서 마술쇼를 선보이는 야마다 나오코. 하지만 언제나처럼 이내 해고당하고 만다. 그리고, 언제나처럼 밀린 임대료 독촉을 받겠거니 하고 있었는데, 평소와 다른 태도를 보인다. 집주인이 말하길, 나오코의 임대료는 3개월분을 받았다는 것. 어떻게 된 일인지 알 수 없는 나오코는 방으로 들어가는데…언제나처럼 우에다 지로가 마음대로 집에 들어와 있었고, 임대료를 지불한 건 다름 아닌 그였던 것이다.
우에다는 임대료를 내준 대신에 어떤 TV 프로그램 녹화에 나오코를 데리고 간다. 나오코와 우에다는 TV 스탭들과 함께 산속에 있는「미나카미 마을(水納守村)」에 방문한다. 여기에는 들어간 사람은 죽게 된다는 「저주의 저택(呪いの館)」이라는 이야기가 있는 낡은 저택이 있다고 한다. 소문의 진위를 확인하기 위해 저택에 도착한 일행을 기다리고 있던 것은 무서운 요괴였다….

## 주제가

### 오프닝 테마
『Mystic Antique』 （1기〜극장판 2）
작곡: 츠지 요우(辻陽)
『Mystic Antique (2010Version)』 （신작 스페셜 2, 극장판 TRICK 영능력자 배틀 로열）
작곡: 츠지 요우

### 엔딩 테마
『월광(月光)』（TRICK, TRICK 극장판1, TRICK 극장판 4 - 라스트 스테이지）
작사・작곡・노래: 오니즈카 치히로(鬼束ちひろ)
『유성군(流星群)』（TRICK 2）
작사・작곡・노래: 오니즈카 치히로
『나와 왈츠를(私とワルツを)』（TRICK 3）
작사・작곡・노래: 오니즈카 치히로
『럭키 마리아(ラッキー・マリア)』（TRICK 신작 스페셜, TRICK 극장판 2）
노래: Joelle
『월련가(月恋歌)』（TRICK 극장판 3 - 영능력자 배틀 로열, TRICK 신작 스페셜 2）
작사: 쿠마가이 이쿠미(熊谷育美)・오노에 분, 작곡・노래: 쿠마가이 이쿠미

## 제작진
- 각본 - 마키타 미츠하루, 하야시 마코토, 오오타 아이, 후쿠다 타쿠로
- 연출 - 츠츠미 유키히코, 호보 히로아키, 오오네 히토시, 키무라 히사시, 키토 리조, 마루모 노리코
- 음악 - 츠지 요우
- 수석 프로듀서 - 쿠와타 키요시 (TV 아사히)
- 프로듀서 - 마키타 미츠하루, 야마우치 아키히로(토호)
- 프로덕션 - 오피스 크레센도
- 제작 - TV 아사히, 토호